# Schandpaal (Dworp)

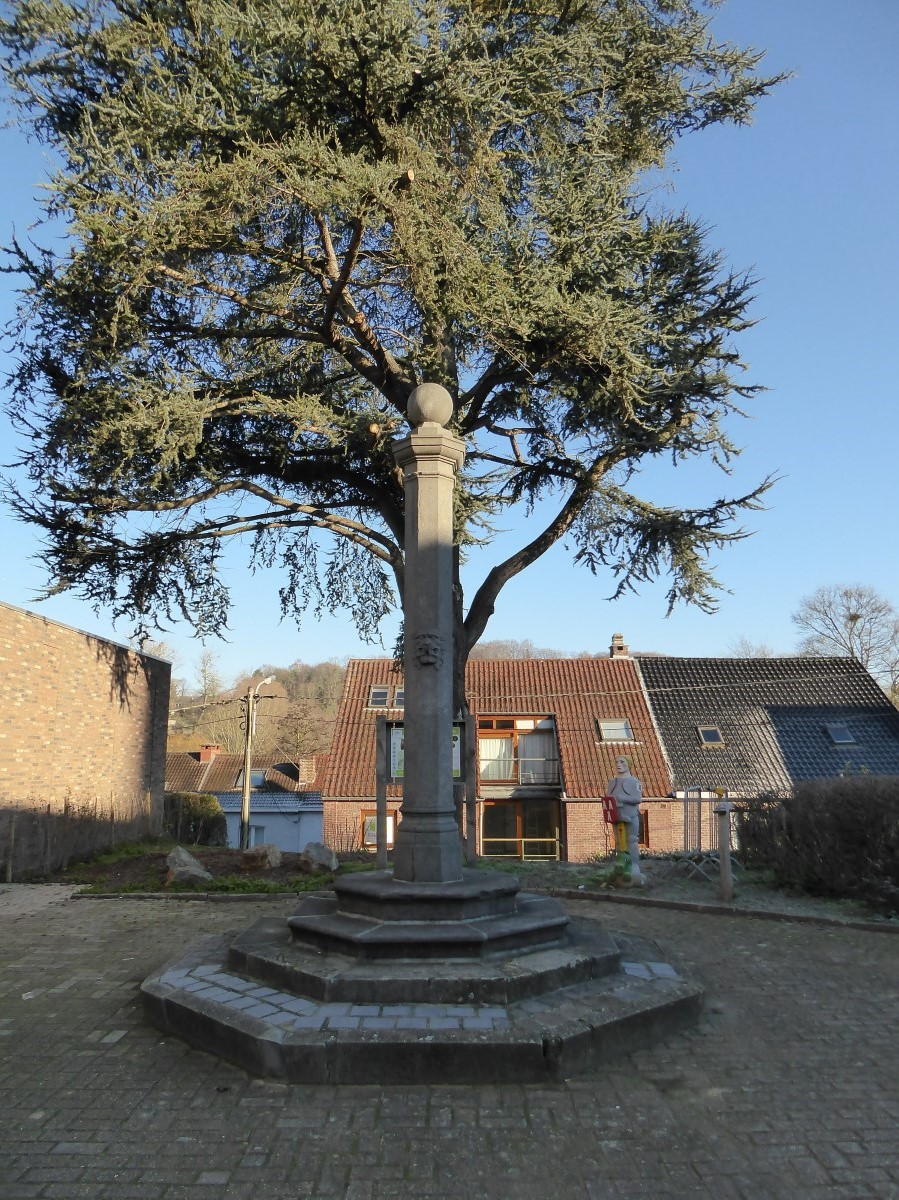
Schandpaal

De Schandpaal is een monument in de tot de Vlaams-Brabantse gemeente Beersel behorende plaats Dworp, gelegen aan de Alsembergsesteenweg.

## Geschiedenis
De schandpaal werd omstreeks 1750 opgericht door Guillaume François Joseph de Hemptinne die in 1737 de titel van baron had verworven. Deze stond op de plaats waar later het gemeentehuis kwam. In 1796 werd de schandpaal van zijn functie ontheven en door markies Paul d’Arconati overgebracht naar het kasteelpark. In 1948 werd de schandpaal verplaatst naar het dorp en hij staat nu niet ver van de plaats waar hij oorspronkelijk was te vinden.

## Schandpaal
De schandpaal werd gehouwen door Jacques Joseph Pelerin en werd vervaardigd in arduin. Van de huidige schandpaal is enkel de achthoekige schacht, waarop ook een leeuw te vinden is, nog origineel. Hij staat op een platform met een viertal achthoekige traptreden. Hij wordt gekroond door een bol.